# Кайзаран
Кайзаран — деревня в Баяндаевском районе Иркутской области России. Входит в состав Хоготского муниципального образования. Находится примерно в 42 км к северо-востоку от районного центра.

## Население
| 2002 | 2010 | 2011 | 2012 |
| ---- | ---- | ---- | ---- |
| 236  | ↘167 | ↘166 | ↘160 |

По данным Всероссийской переписи, в 2010 году в деревне проживало 167 человек (93 мужчины и 74 женщины).